# Euripidīs Giakos
Euripidīs Giakos (in greco Ευριπίδης Γιάκος?; Giannina, 9 aprile 1991) è un calciatore greco, attaccante dell'Ellas Syrou.

## Carriera
Cresciuto nelle giovanili del PAS Giannina.